# 10505 Johnnycash
10505 Johnnycash este o planetă minoră (asteroid), cu un diametru de 10,713 km, din centura de asteroizi. A fost descoperită pe 22 ianuarie 1988 la Observatorul La Silla de Henri Debehogne și a fost numită după Johnny Cash. 
Obiectul prezintă o orbită caracterizată de o semiaxă mare de 3,0167335 UAi, o excentricitate de 0,03, o înclinație de 8,64429 ° în raport cu ecliptica.